# مدرسه نظام
مدرسه کل نظام یا به اختصار مدرسه نظام، آموزشگاهی بود که در دوران رضاشاه به آموزشهای نظامی در کنار آموزشهای دیگر می‌پرداخت. مکان مدرسه در باغشاه بود.

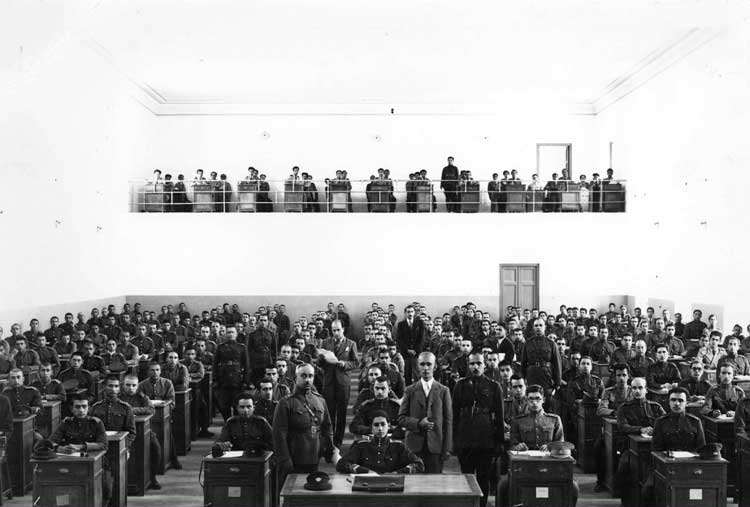
Final exam session, Tehran Military High School - 1939

بانی و مؤسس مدرسه سرلشکر محمد نخجوان (امیر موثق) بود که به تقصیر و تلخیص نکردن نام مدرسه از مدرسه کل نظام به مدرسه نظام حساسیت زیادی داشت. از معروفترین شاگردان این مدرسه می‌توان به محمدرضا پهلوی و حسین فردوست اشاره نمود.